# Aulus Postumi Albí (propretor)
Aulus Postumi Albí (llatí: Aulus Postumius Albinus) va ser un magistrat romà, fill d'Espuri Postumi Albí Magne i germà d'Espuri Postumi Albí. Formava part de la gens Postúmia, una antiga família romana d'origen patrici.
El seu germà el va nomenar propretor el 110 aC a Àfrica durant la guerra contra Jugurta quan va deixar el comandament. Aulus va anar a assetjar Suthal on eren dipositats els tresors de Jugurta, però aquest el va subornar amb molts de diners, i Postumi Albí va conduir el seu exèrcit a un lloc retirat, on va ser atacat per sorpresa pels númides, i només va salvar l'exèrcit de la destrucció retirant-se i passant sota el jou, i amb la promesa de sortir de Numídia en deu dies.